# Mersin (Provinz)
Mersin ist eine Provinz der Türkei an der Mittelmeerküste. Ihre Hauptstadt ist Mersin. Bis zum 28. Juni 2002 führte die Provinz den Namen İçel.
Die Provinz hat knapp zwei Mio. Einwohner (Stand 2020) auf einer Fläche von 16.010 km². Die Straßenverkehrsnummer ist 33. Mersin grenzt im Westen an die Provinz Antalya, im Osten an Adana und im Norden an Konya, Karaman und Niğde.
Mersin ist Teil der acht Provinzen der türkischen Mittelmeerregion und umfasst etwa 18 % deren Fläche bzw. 17,37 % der Bevölkerung.

## Verwaltungsgliederung
Mersin ist seit 1993 eine Großstadtgemeinde (Büyükşehir belediyesi). Nach einer Verwaltungsreform von 2013 sind alle Landkreise direkt dem Oberbürgermeister von Mersin unterstellt. Die Mahalle (Stadtviertel/Ortsteile) der Gemeinden (Belediye) wurden (außer jener der Kreisstadt) zu jeweils einer zusammengeführt und die ehemaligen Bürgermeister auf den Rang eines Muhtars heruntergestuft. Somit wurden die 13 Landkreise gleichzeitig Stadtbezirke, jede(r) davon gliedert sich in die o. g. Mahalle, insgesamt gibt es 805 davon. Zudem wurden alle Dörfer (Köy) in Mahalle überführt. Ein Muhtar ist in jedem Mahalle der oberste Beamte.
| Kreis- code 1 | Landkreis İlçe | Fläche 2 (km²) | Bevölkerung am 31.12.2020 3 | Bevölkerung am 31.12.2020 3 | Bevölkerung am 31.12.2020 3 | Anzahl der Mahalle | Bevölke rungs dichte (Einw./km²) | Sex Ratio 4 Frauen auf 1000 Männer | Grün- dungs da- tum 5, 6 |
| Kreis- code 1 | Landkreis İlçe | Fläche 2 (km²) | Gesamt                      | männlich                    | weiblich                    | Anzahl der Mahalle | Bevölke rungs dichte (Einw./km²) | Sex Ratio 4 Frauen auf 1000 Männer | Grün- dungs da- tum 5, 6 |
| ------------- | -------------- | -------------- | --------------------------- | --------------------------- | --------------------------- | ------------------ | -------------------------------- | ---------------------------------- | ------------------------ |
| 2064          | Akdeniz        | 265            | 259.381                     | 131.889                     | 127.492                     | 65                 | 978,8                            | 967                                | 2008                     |
| 1135          | Anamur         | 1.430          | 66.994                      | 33.809                      | 33.185                      | 56                 | 46,9                             | 982                                |                          |
| 1766          | Aydıncık       | 352            | 11.289                      | 5.743                       | 5.546                       | 15                 | 32,1                             | 966                                | 1987                     |
| 1779          | Bozyazı        | 642            | 26.947                      | 13.515                      | 13.432                      | 26                 | 42,0                             | 994                                | 1987                     |
| 1892          | Çamlıyayla     | 602            | 8.225                       | 4.251                       | 3.974                       | 14                 | 13,7                             | 935                                | 1990                     |
| 1311          | Erdemli        | 2.279          | 144.548                     | 72.228                      | 72.320                      | 71                 | 63,4                             | 1.001                              | 1954                     |
| 1366          | Gülnar         | 1.416          | 25.296                      | 12.878                      | 12.418                      | 50                 | 17,9                             | 964                                |                          |
| 2065          | Mezitli        | 371            | 211.538                     | 103.343                     | 108.195                     | 40                 | 570,2                            | 1.047                              | 2008                     |
| 1536          | Mut            | 2.718          | 63.269                      | 31.583                      | 31.686                      | 102                | 23,3                             | 1.003                              |                          |
| 1621          | Silifke        | 2.692          | 125.173                     | 63.772                      | 61.401                      | 88                 | 46,5                             | 963                                | 1933                     |
| 1665          | Tarsus         | 2.029          | 346.715                     | 174.617                     | 172.098                     | 179                | 170,9                            | 986                                |                          |
| 2066          | Toroslar       | 1.075          | 310.606                     | 155.881                     | 154.725                     | 67                 | 288,9                            | 993                                | 2008                     |
| 2067          | Yenişehir      | 139            | 268.776                     | 129.859                     | 138.917                     | 32                 | 1.933,6                          | 1.070                              | 2008                     |
| 33 MERSİN     | 33 MERSİN      | 16.010         | 1.868.757                   | 933.368                     | 935.389                     | 805                | 116,7                            | 1.002                              |                          |

## Bevölkerung

### Ergebnisse der Bevölkerungsfortschreibung
Nachfolgende Tabelle zeigt die jährliche Bevölkerungsentwicklung nach der Fortschreibung durch das 2007 eingeführte adressierbare Einwohnerregister (ADNKS). Zusätzlich sind die Bevölkerungswachstumsrate und das Geschlechterverhältnis (Sex Ratio d. h. die rechnerisch ermittelte Anzahl der Frauen pro 1000 Männer) aufgeführt. Der Zensus von 2011 ermittelte 1.660.522 Einwohner, das sind fast 1.000 Einwohner mehr als zum Zensus 2000.

| Jahr | Bevölkerung am Jahresende | Bevölkerung am Jahresende | Bevölkerung am Jahresende | Wachstums- rate der Be- völkerung (in %) | Geschlechter verhältnis (Frauen auf 1000 Männer) | Rang (unter den 81 Provinzen) |
| Jahr | gesamt                    | männlich                  | weiblich                  | Wachstums- rate der Be- völkerung (in %) | Geschlechter verhältnis (Frauen auf 1000 Männer) | Rang (unter den 81 Provinzen) |
| ---- | ------------------------- | ------------------------- | ------------------------- | ---------------------------------------- | ------------------------------------------------ | ----------------------------- |
| 2020 | 1.868.757                 | 933.368                   | 935.389                   | 1,54                                     | 1.117,1                                          | 11                            |
| 2019 | 1.840.425                 | 919.594                   | 920.831                   | 1,43                                     | 1.001,3                                          | 11                            |
| 2018 | 1.814.468                 | 905.520                   | 908.948                   | 1,14                                     | 1.003,8                                          | 11                            |
| 2017 | 1.793.931                 | 895.374                   | 898.557                   | 1,13                                     | 1.003,6                                          | 11                            |
| 2016 | 1.773.852                 | 885.583                   | 888.269                   | 1,64                                     | 1.003,0                                          | 11                            |
| 2015 | 1.745.221                 | 869.989                   | 875.232                   | 1,04                                     | 1.006,0                                          | 11                            |
| 2014 | 1.727.255                 | 860.306                   | 866.949                   | 1,26                                     | 1.007,7                                          | 10                            |
| 2013 | 1.705.774                 | 849.548                   | 856.226                   | 1,36                                     | 1.007,9                                          | 10                            |
| 2012 | 1.682.848                 | 838.102                   | 844.746                   | 0,89                                     | 1.007,9                                          | 10                            |
| 2011 | 1.667.939                 | 831.244                   | 836.695                   | 1,22                                     | 1.006,6                                          | 10                            |
| 2010 | 1.647.899                 | 819.515                   | 828.384                   | 0,43                                     | 1.010,8                                          | 10                            |
| 2009 | 1.640.888                 | 823.453                   | 817.435                   | 2,37                                     | 992,7                                            | 9                             |
| 2008 | 1.602.908                 | 796.911                   | 805.997                   | 0,44                                     | 1.011,4                                          | 9                             |
| 2007 | 1.595.938                 | 801.112                   | 794.826                   | –                                        | 992,2                                            | 8                             |

### Volkszählungsergebnisse
Nachfolgende Tabellen geben den bei den 14 Volkszählungen dokumentierten Einwohnerstand der Provinz Mersin (bis 28 Juni 2002 İçel) wieder. Die Werte der linken Tabelle entstammen E-Books (der Originaldokumente) entnommen, die Werte der rechten Tabelle basieren aus der Datenabfrage des Türkischen Statistikinstituts TÜIK
| Jahr | Bevölkerung am Zensustag | Bevölkerung am Zensustag | jährl. Wachs- tumsrate in % | Rang |
| Jahr | Türkei                   | Provinz İçel             | Provinz İçel                | Rang |
| ---- | ------------------------ | ------------------------ | --------------------------- | ---- |
| 1927 | 13.648.270               | 211.543                  | —                           | 49   |
| 1935 | 16.158.018               | 244.236                  | 1,93                        | 32   |
| 1940 | 17.820.950               | 257.709                  | 1,10                        | 31   |
| 1945 | 18.790.174               | 279.484                  | 1,69                        | 31   |
| 1950 | 20.947.188               | 317.929                  | 2,75                        | 29   |
| 1955 | 24.064.763               | 371.667                  | 3,38                        | 24   |
| 1960 | 27.754.820               | 444.523                  | 3,92                        | 20   |

| Jahr | Bevölkerung am Zensustag | Bevölkerung am Zensustag | jährl. Wachs- tumsrate in % | Rang |
| Jahr | Türkei                   | Provinz İçel             | Provinz İçel                | Rang |
| ---- | ------------------------ | ------------------------ | --------------------------- | ---- |
| 1965 | 31.391.421               | 0.511.273                | 3,00                        | 18   |
| 1970 | 35.605.176               | 0.590.943                | 3,12                        | 19   |
| 1975 | 40.347.719               | 0.714.817                | 4,19                        | 16   |
| 1980 | 44.736.957               | 0.843.931                | 3,61                        | 12   |
| 1985 | 50.664.458               | 1.034.085                | 4,51                        | 10   |
| 1990 | 56.473.035               | 1.266.995                | 4,50                        | 07   |
| 2000 | 67.803.927               | 1.651.400                | 3,03                        | 08   |

### Detaillierte Volkszählungsergebnisse
| Jahr        | Gesamtbevölkerung | Gesamtbevölkerung | Gesamtbevölkerung | Stadtbevölkerung | Stadtbevölkerung | Stadtbevölkerung | Stadtbevölkerung | Landbevölkerung | Landbevölkerung | Landbevölkerung | Landbevölkerung |
| Jahr        | Gesamt            | männlich          | weiblich          | Gesamt           | %                | männlich         | weiblich         | Gesamt          | %               | männlich        | weiblich        |
| ----------- | ----------------- | ----------------- | ----------------- | ---------------- | ---------------- | ---------------- | ---------------- | --------------- | --------------- | --------------- | --------------- |
| Vil. İçel   | 91.032            | 41.487            | 49.545            | 8.595            | 9,44             | 4.190            | 4.405            | 82.437          | 90,56           | 37.297          | 45.140          |
| Vil. Mersin | 120.511           | 60.359            | 60.152            | 43.823           | 36,36            | 23.099           | 20.724           | 76.688          | 63,64           | 37.260          | 39.428          |
| 1927 Σ      | 211.543           | 101.846           | 109.697           | 52.418           | 24,78            | 27.289           | 25.129           | 159.125         | 75,22           | 74.557          | 84.568          |
| 1935        | 244.236           | 120.843           | 123.393           | 61.619           | 25,23            | 32.018           | 29.601           | 182.617         | 74,77           | 88.825          | 93.792          |
| 1940        | 257.709           | 126.130           | 131.579           | 68.303           | 26,50            | 35.141           | 33.162           | 189.406         | 73,50           | 90.989          | 98.417          |
| 1945        | 279.484           | 138.601           | 140.883           | 74.361           | 26,61            | 38.357           | 36.004           | 205.123         | 73,39           | 100.244         | 104.879         |
| 1950        | 317.929           | keine Angaben     | keine Angaben     | 85.613           | 26,93            | keine Angaben    | keine Angaben    | 232.316         | 73,07           | keine Angaben   | keine Angaben   |
| 1955        | 371.667           | 188.251           | 183.416           | 113.182          | 30,45            | 59.526           | 53.656           | 258.485         | 69,55           | 128.725         | 129.760         |
| 1960        | 444.523           | 227.666           | 216.857           | 152.506          | 34,31            | 80.688           | 71.818           | 292.017         | 65,69           | 146.978         | 145.039         |
| 1965        | 511.273           | 262.008           | 249.265           | 189.382          | 37,04            | 99.389           | 89.993           | 321.891         | 62,96           | 162.619         | 159.272         |
| 1970        | 590.943           | 300.197           | 290.746           | 246.300          | 41,68            | 128.906          | 117.394          | 344.643         | 58,32           | 171.291         | 173.352         |
| 1975        | 714.817           | 369.269           | 345.548           | 332.900          | 46,57            | 176.705          | 156.195          | 381.917         | 53,43           | 192.564         | 189.353         |
| 1980        | 843.931           | 429.721           | 414.210           | 424.544          | 50,31            | 217.982          | 206.562          | 419.387         | 49,69           | 211.739         | 207.648         |
| 1985        | 1.034.085         | 527.092           | 506.993           | 566.419          | 54,77            | 291.928          | 274.491          | 467.666         | 45,23           | 235.164         | 232.502         |
| 1990        | 1.266.995         | 645.244           | 621.751           | 787.284          | 62,14            | 402.880          | 384.404          | 479.711         | 37,86           | 242.364         | 237.347         |
| 2000        | 1.651.400         | 829.742           | 821.658           | 999.220          | 60,51            | 498.178          | 501.042          | 652.180         | 39,49           | 331.564         | 320.616         |

Σ Die Provinzen (Vilâyets) Içel und Mersin wurden 1933 vereinigt